# Taraxacum magellanicum
Taraxacum magellanicum là một loài thực vật có hoa trong họ Cúc. Loài này được Comm. ex Sch.Bip. miêu tả khoa học đầu tiên năm 1855.